# Handball-Europameisterschaft 2008/Russland
In diesem Artikel wird die russische Männer-Handballnationalmannschaft bei der Europameisterschaft 2008 in Norwegen behandelt.

## Qualifikation
→ Siehe Handball-Europameisterschaft 2008 

## Mannschaft

### Kader
| Nr.                           | Name                          | Verein                        | LS/Tore (vor EM)              | Spiele                        | Tore                          |                               | Zeitstrafen                   |                               |
| Torhüter (% gehaltener Bälle) | Torhüter (% gehaltener Bälle) | Torhüter (% gehaltener Bälle) | Torhüter (% gehaltener Bälle) | Torhüter (% gehaltener Bälle) | Torhüter (% gehaltener Bälle) | Torhüter (% gehaltener Bälle) | Torhüter (% gehaltener Bälle) | Torhüter (% gehaltener Bälle) |
| ----------------------------- | ----------------------------- | ----------------------------- | ----------------------------- | ----------------------------- | ----------------------------- | ----------------------------- | ----------------------------- | ----------------------------- |
| 1                             | Oleg Grams                    | Medwedi Tschechow             | 14 / 0                        | 3                             | (35 %)                        | -                             | -                             | -                             |
| 16                            | Alexei Kostygow               | Medwedi Tschechow             | 87 / 0                        | 3                             | (30 %)                        | -                             | -                             | -                             |
| Feldspieler                   |                               |                               |                               |                               |                               |                               |                               |                               |
| 2                             | Wassili Filippow              | Medwedi Tschechow             | 53 / 116                      | 2                             | 3                             | -                             | 1                             | -                             |
| 3                             | Witali Iwanow                 | Medwedi Tschechow             | 164 / 424                     | 1                             | 1                             | 1                             | -                             | -                             |
| 4                             | Eduard Kokscharow             | RK Celje                      | 192 / 992                     | 3                             | 16 / 9                        | 2                             | 2                             | -                             |
| 5                             | Waleri Mjagkow                | Dynamo Astrachan              | 25 / 28                       | 2                             | 4                             | 1                             | 2                             | -                             |
| 6                             | Denis Kriwoschlykow           | Ademar León                   | 158 / 448                     | 3                             | 10                            | 1                             | -                             | -                             |
| 7                             | Andrei Starych                | SKIF Krasnodar                | 13 / 19                       | 3                             | 7                             | -                             | -                             | -                             |
| 8                             | Jegor Jewdokimow              | Medwedi Tschechow             | 57 / 69                       | 3                             | 5                             | -                             | 2                             | -                             |
| 10                            | Timur Dibirow                 | Medwedi Tschechow             | 34 / 88                       | 3                             | 2                             | -                             | -                             | -                             |
| 13                            | Konstantin Igropulo           | Medwedi Tschechow             | 32 / 139                      | 3                             | 10 / 5                        | 2                             | 2                             | -                             |
| 14                            | Sergei Predybailow            | Dynamo Astrachan              | 8 / 25                        | 2                             | 2                             | -                             | -                             | -                             |
| 15                            | Alexei Rastworzew             | Medwedi Tschechow             | 169 / 667                     | 3                             | 4                             | -                             | 5                             | 1                             |
| 17                            | Alexei Kamanin                | Medwedi Tschechow             | 130 / 260                     | 3                             | 1                             | 1                             | 2                             | -                             |
| 19                            | Sergei Pogorelow              | Algeciras BM                  | 192 / 446                     | 1                             | -                             | -                             | -                             | -                             |
| 20                            | Michail Tschipurin            | Medwedi Tschechow             | 95 / 259                      | 3                             | 9                             | -                             | -                             | -                             |
|                               |                               | Gesamt                        | 1402 / 3934                   | 3                             | 74 / 14                       | 8                             | 16                            | 1                             |
| Trainer/Betreuer              |                               |                               |                               |                               |                               |                               |                               |                               |
|                               | Wladimir Maximow              | Medwedi Tschechow             | Trainer                       |                               |                               |                               |                               |                               |
|                               | Nikolai Tschigarjow           |                               | Co-Trainer                    |                               |                               |                               |                               |                               |

## Vorrundenspiele (Gruppe B)
In der Vorrunde traf die russische Mannschaft auf Norwegen, Montenegro und Dänemark. Dort schied sie wegen des schlechteren Torverhältnisses gegenüber Montenegro aus.

### Russland 25:25 (15:16) Montenegro
(17. Januar, in Drammen, Drammenshallen)
RUS: Oleg Grams, Alexei Kostygow – Eduard Kokscharow (8/4), Konstantin Igropulo (4/2), Sergei Predybailow (2), Denis Kriwoschlykow (2), Alexei Rastworzew (2), Jegor Jewdokimow (2), Michail Tschipurin (1), Andrei Starych (1), Wassili Filippow (1), Witali Iwanow (1), Timur Dibirow, Alexei Kamanin
MNE: Golub Doknić, Goran Stojanović – Draško Mrvaljević (7/2), Alen Muratović (7), Mladen Rakčević (3), Petar Kapisoda (3), Zoran Roganović (2), Marko Dobrković (2), Žarko Marković (1), Mirko Milašević, Ratko Đurković, Aleksandar Svitlica, Marko Pejović, Goran Đukanović

### Norwegen 32:21 (15:10) Russland
(18. Januar, in Drammen, Drammenshallen)
NOR: Steinar Ege, Ole Erevik – Frode Hagen (9), Håvard Tvedten (6/4), Thomas Skoglund (5), Bjarte Myrhol (3), Frank Løke (3), Rune Skjærvold (2), Kristian Kjelling (2), Kjetil Strand (1), Børge Lund (1), Glenn Solberg, Jan Thomas Lauritzen, Johnny Jensen
RUS: Oleg Grams, Alexei Kostygow – Andrei Starych (5), Denis Kriwoschlykow (3), Timur Dibirow (2), Eduard Kokscharow (2/1), Jegor Jewdokimow (2), Michail Tschipurin (2), Waleri Mjagkow (2), Konstantin Igropulo (2), Alexei Kamanin (1), Sergei Pogorelow, Sergei Predybailow, Alexei Rastworzew

### Dänemark 31:28 (18:11) Russland
(20. Januar, in Drammen, Drammenshallen)
DÄN: Kasper Hvidt, Peter Henriksen – Lars Christiansen (13/7), Lars Krogh Jeppesen (5), Michael V. Knudsen (5), Hans Lindberg (3), Kasper Søndergaard Sarup (2), Lars Jørgensen (1), Kasper Nielsen (1), Joachim Boldsen (1), Jesper Jensen, Jesper Nøddesbo, Lars Rasmussen, Lasse Boesen
RUS: Oleg Grams, Alexei Kostygow – Eduard Kokscharow (6/4), Denis Kriwoschlykow (5), Michail Tschipurin (5), Konstantin Igropulo (4), Alexei Rastworzew (2), Wassili Filippow (2), Waleri Mjagkow (2), Andrei Starych (1), Jegor Jewdokimow (1), Sergei Pogorelow, Timur Dibirow, Alexei Kamanin